# Rosario Lucas Pellicer
Rosario Lucas Pellicer (Monreal del Campo, 19 de diciembre de 1937-Madrid, 26 de abril de 2004) fue una arqueóloga española, catedrática de Prehistoria de la Universidad Autónoma de Madrid entre 1991 y 2004. Participó en las campañas de la UNESCO, comenzadas en 1959, para salvar varios monumentos del Egipto nubio, que se encontraban amenazados de desaparición por la construcción de la presa de Asuán. Fue cofundadora, en 1968, de la Asociación Española de Amigos de la Arqueología.

## Trayectoria
Se licenció en 1960 en Filosofía y letras, sección Geografía e Historia, por la Universidad Complutense de Madrid. Se incorporó al Instituto Español de Prehistoria del CSIC y al Servicio Español de Excavaciones Arqueológicas de la Dirección General de Bellas Artes entre 1962 y 1965.
Durante este periodo trabajó en diferentes proyectos. Uno de los más relevantes fue su participación en la II campaña de la Misión Arqueológica Española en Nubia, a las órdenes de Martín Almagro Basch, donde, además de realizar trabajo de campo, participó en las dos exposiciones en torno a esta misión. Gracias a las siete campañas de excavación del equipo español, el gobierno de Egipto donó a España el Templo de Debod que sería situado en el antiguo solar del Cuartel de la Montaña.
Entre 1958 y 1962 fue becada por el Instituto Español de Prehistoria para participar en diferentes trabajos de campo en yacimientos arqueológicos de Teruel, bajo la dirección de Purificación Atrián. En 1962 trabajó, bajo la dirección de Pellicer y Schule del Instituto Arqueológico Alemán, en las excavaciones de la necrópolis del Cerro de Galera.[cita requerida]
Su labor en el Servicio Español de Excavaciones Arqueológicas de la Dirección General de Bellas Artes cesó temporalmente el curso 1963-1964 pues fue becada en la Universidad Johannes Gutenberg de Maguncia. Al regresar a España, tras finalizar su beca en Maguncia, se le otorga la dirección del yacimiento arqueológico de Marroquíes Altos (Jaén).[cita requerida]
En 1966 abandonó el Servicio Nacional de Excavaciones Arqueológicas al aprobar una plaza en el cuerpo de ayudantes de museos, labor que desempeñará en el Museo Arqueológico Nacional de Madrid. Este nombramiento no supuso su abandono del trabajo de campo, de este período son sus trabajos en los Dólmenes de Aguiar y Viseu bajo la dirección de Vera Leisner y C. Riveiro  (1966-1968). Durante esta etapa también realizó docencia en la Escuela del Instituto de Conservación y Restauración.
Ingresó en 1969 en la Universidad Autónoma de Madrid, donde realizó el resto de su carrera docente que culminó en 1991 con la obtención de una Cátedra de Prehistoria adscrita al Departamento de Prehistoria y Arqueología.[cita requerida]
Lucas falleció atropellada en Madrid en 2004.

## Líneas de Investigación
Su investigación abarcó desde el paleolítico hasta época visigoda.[cita requerida] Su obra abarca trabajos que cubren desde el Paleolítico hasta el mundo visigodo y desde una síntesis a un detallado análisis técnico, aunque dentro de esta variada obra en temas y enfoques, hay aspectos a los que dedicó una mayor atención, entre ellos resulta interesante destacar su contribución en trabajos de iconografía, particularmente del arte prehistórico y del mundo ibérico; pero tampoco podemos olvidar su síntesis sobre el paleolítico peninsular o las reflexiones dedicadas al megalitismo, a la Primera Edad del Hierro o al problema del celtismo peninsular.

## Obra
- María Rosario Lucas Pellicer y otros. Dibujos en la roca:El arte rupestre en la Comunidad de Madrid (PDF). Consultado el 24 de marzo de 2018.
- Blasco, Concepción; Lucas Pellicer, María Rosario (1999). «La Edad del Hierro en la Región de Madrid». Boletín de la Asociación Española de Amigos de la Arqueología (39-40): 177-196. ISSN 0210-4741.